# 陳建寧
陳建寧（Ian Chen，1971年10月28日—），台湾音乐人。樂團F.I.R.的鍵盤手。

## 經歷
畢業於臺北市立中正高級中學、中原大學心理學系、國立臺北大學企業管理研究所。於2009年獲第九屆國立臺北大學傑出校友。大學時期即多次參與多項音樂比賽，包括當時知名的木船民謠歌唱大賽，王力宏、陳綺貞等與他為同時期之戰友，當時之評審為知名音樂人伍佰、豬頭皮與滾石唱片、音樂田的製作人劉天健、黃頌舜、劉錚和陳錚。大學畢業退伍後，即進入宇宙唱片（華研唱片前身），從製作部的助理幹起，歷經四年，從執行製作、製作企劃一路爬升為唱片製作人。

## 作品

### 專輯
- 許茹芸《鋼琴記事簿》[1]
- 張惠妹《藍天》
- 孫燕姿《完美的一天》
- 孫燕姿《愛從零開始》
- F.I.R.飛兒樂團所有專輯
- 流星花園原聲帶
- 痞子英雄原聲帶
- 飯糰之家原聲帶
- K歌情人夢原聲帶
- 蘇永康《悲傷止步》
- 解偉苓《放逐愛情》
- 李愛綺《戀愛路100號》
- 李愛綺《查某人的話》
- 李愛綺《微風·城市》
- 陳奕迅《婚礼的祝福》

## 戲劇
- 2013年 《K歌·情人·夢》 飾 陳建寧
- 2015年 《麵包樹上的女人》 飾 陳建寧
- 2018年《搖滾畢業生》 飾 初賽評審

## 外部連結
- 陳建寧的Facebook專頁
- 陳建寧的新浪微博